# Сектор стандартизации электросвязи МСЭ
Се́ктор стандартиза́ции электросвя́зи Междунаро́дного сою́за электросвя́зи, МСЭ-Т (англ. International Telecommunication Union Telecommunication Standardization Sector, ITU-T) — одно из трёх подразделений Международного союза электросвязи (МСЭ), изучающее технические и эксплуатационные вопросы, а также вопросы тарификации в области международной аналоговой и цифровой электросвязи и разрабатывающее для их решения технические стандарты, известные как Рекомендации (англ. Recommendations).
Вопросы, по которым Исследовательским комиссиям (англ. Study Groups) МСЭ-Т требуется разработать Рекомендации, определяются Всемирной ассамблеей по стандартизации электросвязи, ВАСЭ (англ. World Telecommunication Standardization Assembly, WTSA), собирающейся раз в четыре года. Некоторые Рекомендации разрабатываются совместно с другими организациями по стандартизации, такими как ISO, IEC и IETF.

## История
Междунаро́дный консультати́вный комите́т по телеграфи́и и телефони́и, МККТТ (фр. Comité consultatif international télégraphique et téléphonique, CCITT) был образован в 1956 году в результате объединения основанного в 1924 году Международного консультативного комитета по телефонии, МККФ (фр. Comité consultatif international téléphonique, CCIF) и основанного в 1925 году Международного консультативного комитета по телеграфии, МККТ (фр. Comité consultatif international télégraphique, CCIT). Преобразован в МСЭ-Т в результате структурных реформ МСЭ в 1992 году. Новое название вступило в силу 1 марта 1993 года.